# Dobrów (Kościelec)

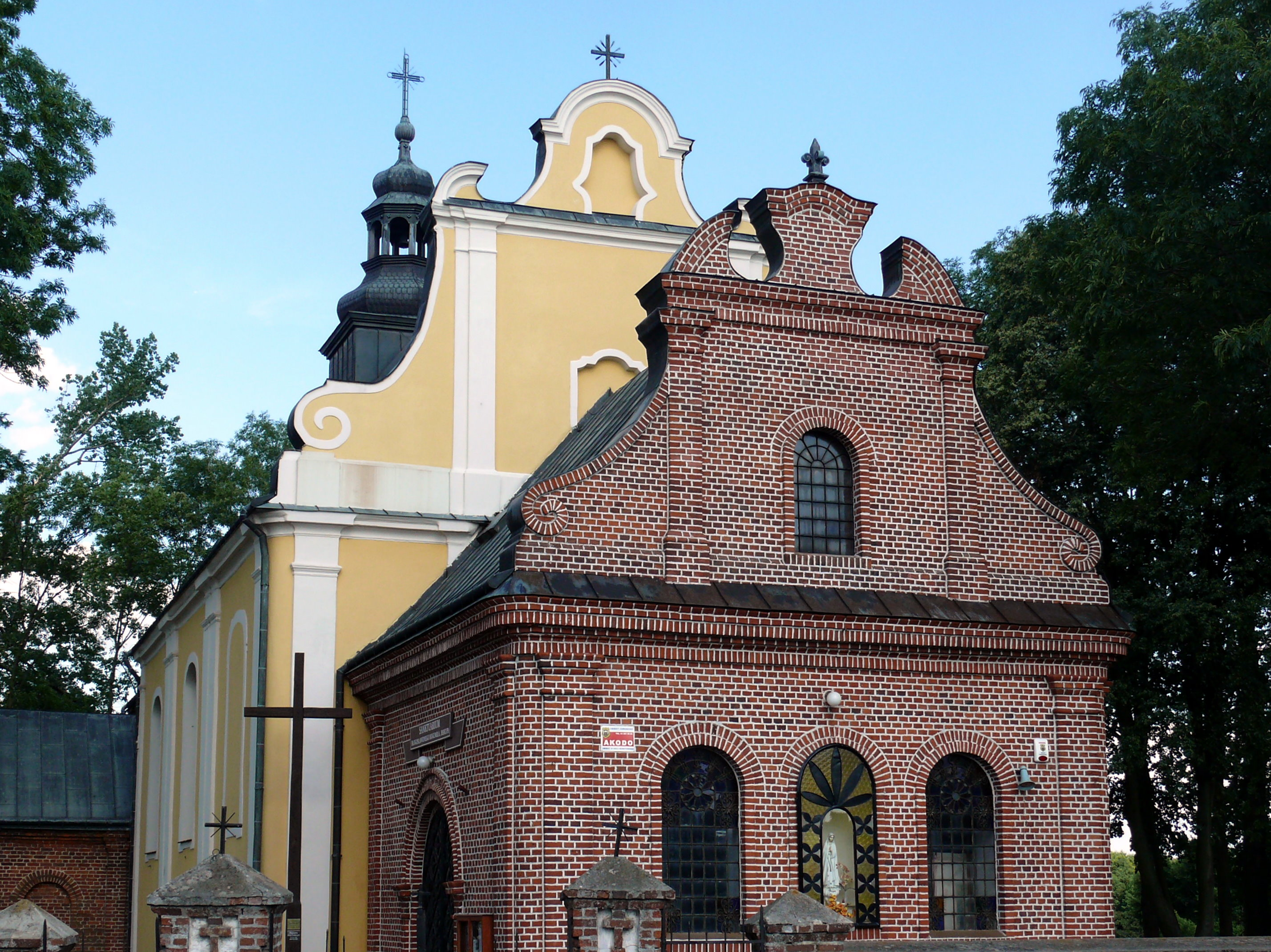
Dobrów (Kościelec)

Dobrów (dt.: Wasserdamm (1943–1945)) ist ein Dorf in der Gmina Kościelec im Powiat Kolski in der Woiwodschaft Großpolen in Polen.